# 甲南インターチェンジ

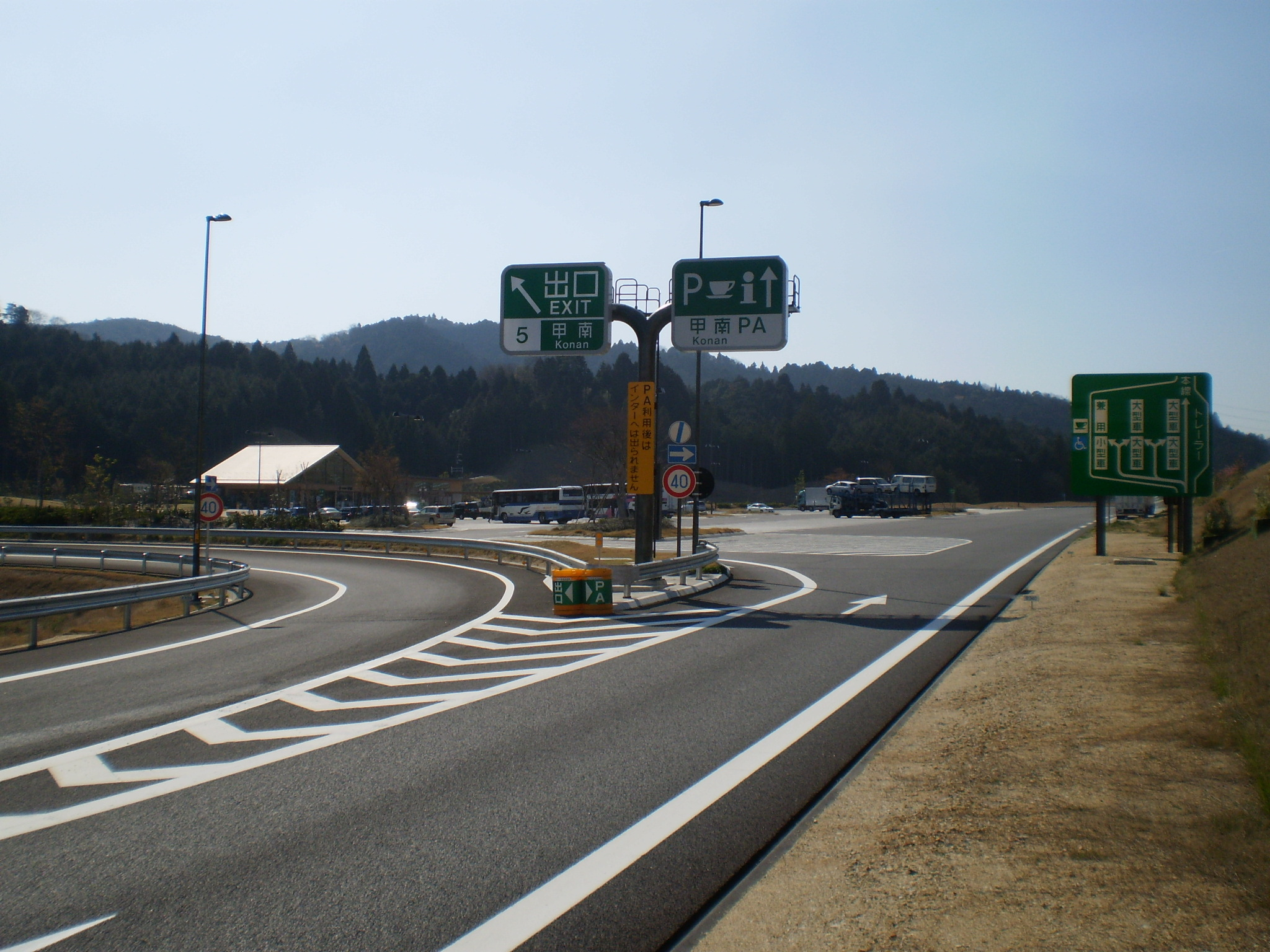
甲南ICと甲南PAのランプ分岐地点

甲南インターチェンジ（こうなんインターチェンジ）は、滋賀県甲賀市甲南町新治にある新名神高速道路のインターチェンジ（地域活性化インターチェンジ）である。

## 概要
当時の甲賀郡甲南町に建設の要望を受けた滋賀県が2003年に国土交通省に建設を申請し、翌年の2004年に認可され地域活性化ICとして建設されることが決まり、滋賀県と西日本高速道路（NEXCO西日本）が建設した関西初となる地域活性化ICとなった。総事業費49億円のうち、滋賀県が34億円（約50%を国からの補助金で支出）を、NEXCO西日本が15億円を負担した。建設時には信楽ICから国道307号を経由し当ICまで10分で到着でき、時間短縮の面では効果が薄かったため、予算の妥当性に疑問があった。
供用前の2009年2月6日には、高速道路での逆走をカーナビゲーションで防止するシステムの実証実験を、当ICのランプ（甲南Cランプ）で日産自動車がNEXCO西日本の協力を得て実施した。
当初予定よりも約1年前倒しされた2008年2月23日の新名神高速道路亀山JCT - 草津田上ICの開通時には工事が終わっていなかったため、1年1か月後の2009年3月20日に開通した。
滋賀県警察高速道路交通警察隊甲南分駐所が併設されている（新名神部分開通を前に滋賀県警高速道路交通警察隊の本隊が名神高速道路の彦根ICから栗東ICに移転）。
高速道路本線への流入出は甲南PAと同じランプを共用し、甲南PAを挟みランプ内に当ICとの合流点と分岐点が設置された。そのため大津IC/SA等とは異なり、構造上は当ICと甲南PA間を上下線流出入問わず移動することができない。
開通直後の通行台数は約3,800台 で、西日本高速道路が予想した一日の平均通行台数の3,000台を800台程度上回った。

## 歴史
- 2004年（平成16年）
  - 1月30日：整備計画変更。
  - 4月28日：連結許可・施工命令。
- 2005年（平成17年）7月11日：工事着手。
- 2008年（平成20年）
  - 4月1日：暫定税率失効により工事中断。
  - 5月1日：暫定税率復活により工事再開。
- 2009年（平成21年）
  - 2月6日：供用前に日産自動車がカーナビゲーションで高速道路の逆走を防止する実証実験を実施。
  - 3月20日：10時より開通記念式典を挙行、15時開通[5]。
  - 7月13日：事故防止のためETC開閉バーの開くタイミングを従来より0.5-1秒遅らせる措置を導入[6]。

## 周辺
甲賀市のサイトでは甲南インターチェンジは新名神高速道路で甲賀市中心部最寄りのインターチェンジとされている。
- 成田ふれあい牧場
- 正福寺
- 甲賀流忍術屋敷
- 甲南フロンティアパーク
- 甲南第二小学校
- フレンドタウンコウカ

## 接続する道路
- 直接接続
  - 滋賀県道343号甲南インター線（滋賀県道337号柑子塩野線とICを結ぶ）

## 料金所
- ブース数：4

### 入口
- ブース数：2
  - ETC専用：1
  - ETC・一般：1

### 出口
- ブース数：2
  - ETC専用：1
  - ETC・一般：1

## 隣
E1A 新名神高速道路
(3)亀山西JCT - 土山SA/BS - (4) 甲賀土山IC - (5) 甲南IC/甲南PA - (6) 信楽IC - (7) 大津JCT - (8) 宇治田原IC（事業中）